# Valea Abruzel
Valea Abruzel – wieś w Rumunii, w okręgu Alba, w gminie Bucium. W 2011 roku liczyła 88 mieszkańców.